# Kathedrale von Conversano

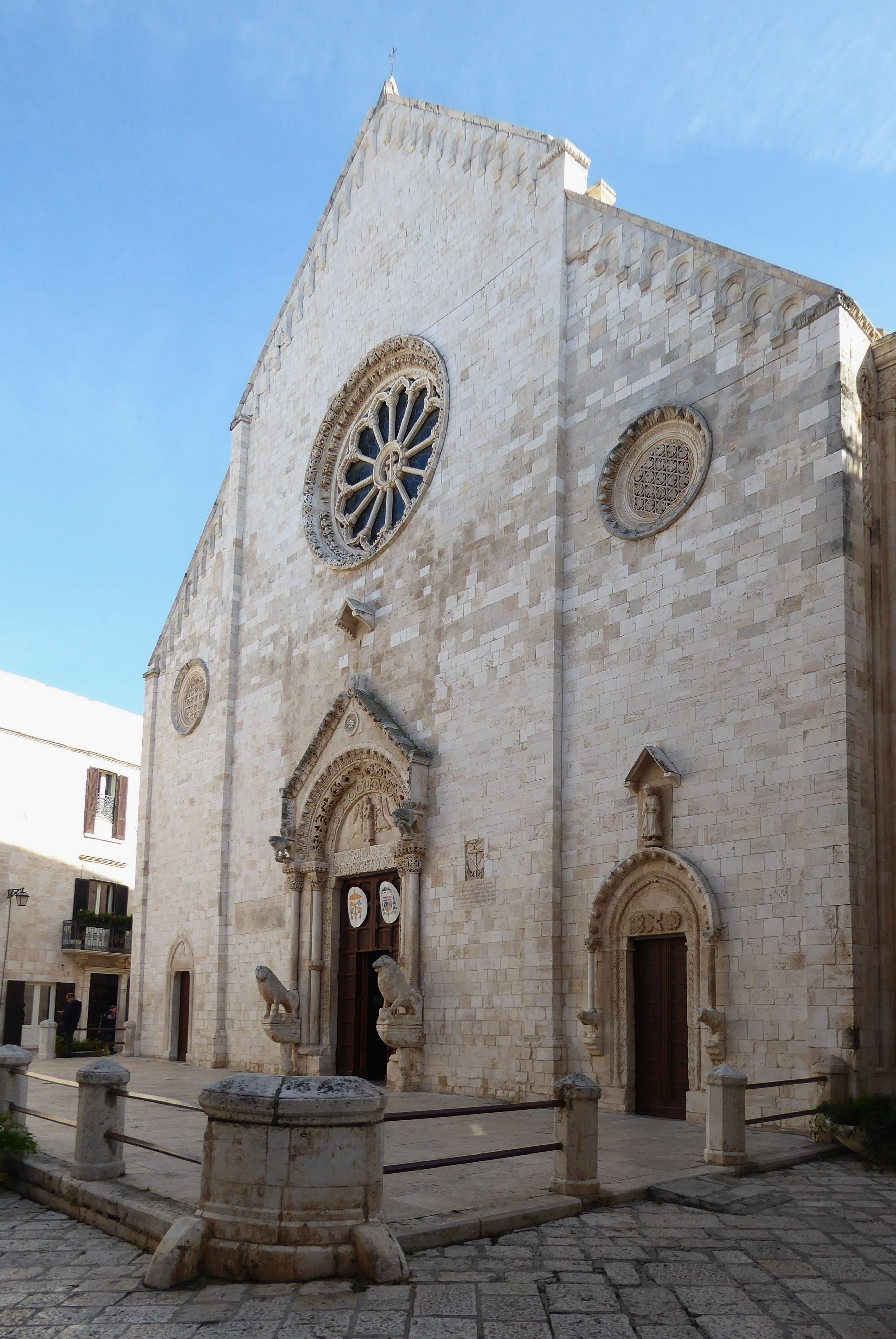
Kathedrale von Conversano, Westfassade

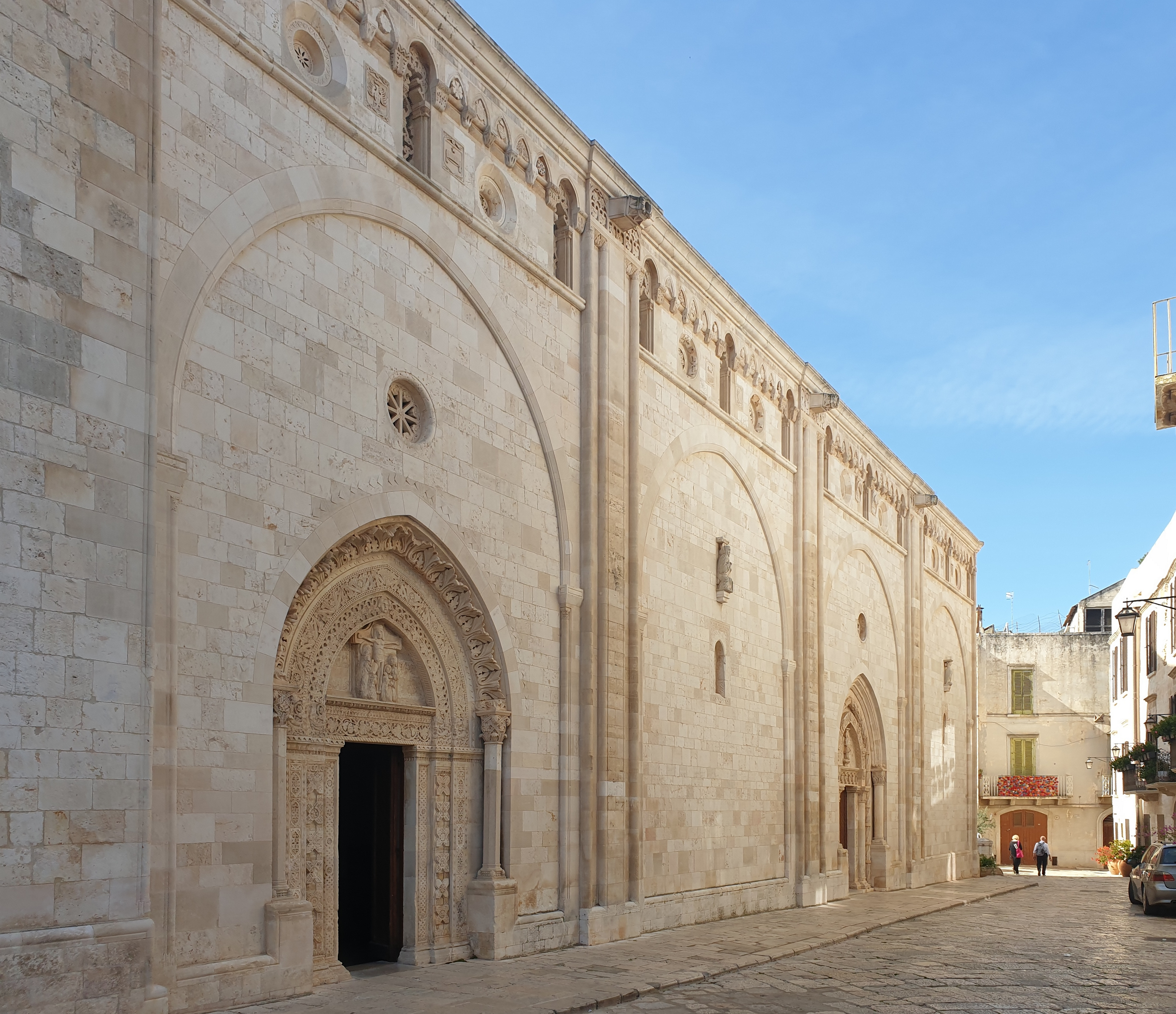
Kathedrale, Nordseite

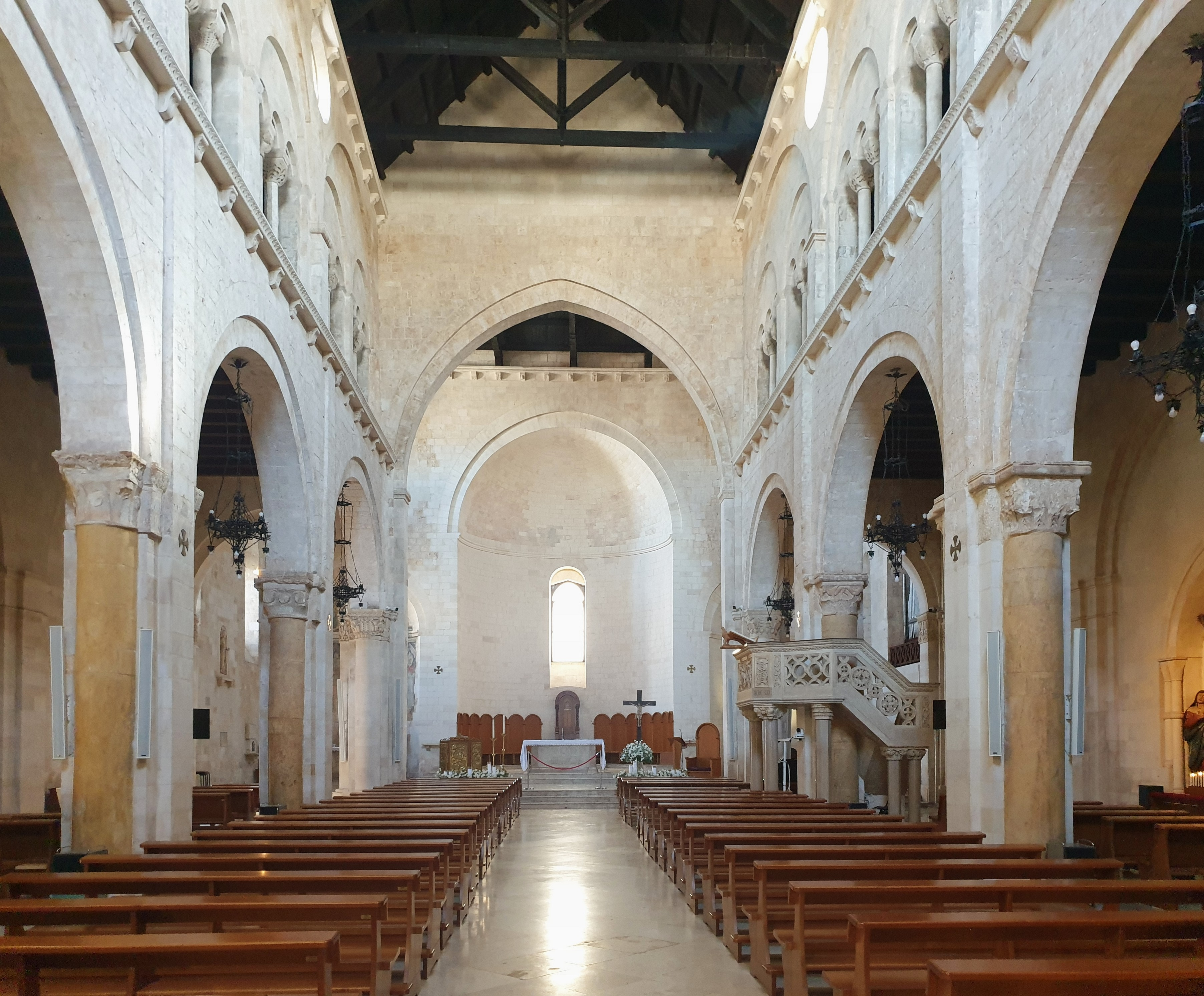
Langhaus, Blick Richtung Chor

Die Kathedrale von Conversano oder die Kathedralbasilika Mariä Himmelfahrt (italienisch Basilica Cattedrale di Santa Maria Assunta) ist eine Kirche im süditalienischen Conversano, Apulien. Die Kathedrale des Bistums Conversano-Monopoli ist Mariä Aufnahme in den Himmel und Flavianus von Konstantinopel gewidmet. Sie hat den Rang einer Basilica minor und ist als italienisches Nationalmonument geschützt.

## Geschichte
An der Stelle einer antiken Kultstätte und einer früheren Kirche wurde die Kathedrale im 11. und 12. Jahrhundert im Stil der Romanik gebaut.  Sie wurde 1358–1379 unter Beibehaltung der ursprünglichen Form mit zusätzlichen Skulpturen besonders an der Fassade umgestaltet. Während des Barock wurde der Innenraum zeitgemäß radikal verändert. Die nunmehr abgesenkte Decke wurde mit Fresken ausgestaltet und alles mit Stuck versehen, in den Seitenschiffen wurde zusätzliche Altäre aufgestellt. Nachdem die Pläne von 1877 zu einem Rückbau der Barockisierung ablehnt worden waren, fiel die Kirchenausstattung 1911 einem Brand zum Opfer. Die Restaurierung im romanischen Stil dauerte bis 1926. Im Juni 1997 erhob Papst Johannes Paul II. die Kirche in den Rang einer Basilica minor.

## Bauwerk
Die ostete Kathedrale der apulischen Romanik hat ihren Eingang zum Corte Altavilla, dem antiken Sitz der Grafen von Conversano, abseits des Hauptplatzes. Die Giebelfassade ist mit Pilastern dreiteilig gegliedert, im oberen Teil besitzt sie ein zwölfstrahliges Rosettenfenster aus dem 15. Jahrhundert mit doppeltem Rahmen, mit zwei kleinere Oculi an dessen Seiten. Das zentrale der drei Portale ist reich mit Skulpturen verziert und hat zwei Löwenfiguren, die mit dem Tympanon ein Propylon bilden. Der Bau des Glockenturms wurde zwischenzeitlich auf halber Höhe durch die Äbtissinnen des nahen Klosters St. Benedikt blockiert. Die Uhr wurde später hinzugefügt.
Der Grundriss eines Antoniuskreuzes führt mit drei Kirchenschiffen zu den nach Osten gerichteten Apsiden. Ein Fresko aus dem fünfzehnten Jahrhundert der pisanischen Schule bedeckt die gesamte linke Apsis. Zu beiden Seiten der Seitenschiffe befinden sich Blendbögen, in denen sich neben anderen Dekorationen die beiden wichtigsten Ausstattungsteile befinden, die der Zerstörung durch den Brand von 1911 entgangen sind: ein hölzernes Kruzifix aus dem 15. Jahrhundert und die Ikone der Heiligen Maria von der Quelle, der Schutzpatronin der Stadt.
Im rechten Arm des Querschiffs ist eine Orgel der Firma Vegezzi Bossi aus Turin installiert, die über zwei Manuale und Pedal auf einem unabhängigen Spieltisch bedient wird.